# Crucibulum parvulum
Crucibulum parvulum är en svampart som beskrevs av H.J. Brodie 1970. Crucibulum parvulum ingår i släktet Crucibulum och familjen Agaricaceae.   Inga underarter finns listade i Catalogue of Life.